# エストパ
エストパ（Estopa 1999年 - ）はスペイン、バルセロナで結成された兄弟デュオ。ルンバ・カタラーナ（カタルーニャ風ルンバ）とポップ・ロックを融合させた楽曲が特徴である。

## メンバー
- ダビド (David Muñoz Calvo 1976年1月10日 - ) ：リード・ボーカル
- ホセ (José Muñoz Calvo 1978年11月13日 - ) ：ギター、ボーカル

## 経歴
- 2000年 アミーゴ賞、新人アーティスト、最優秀グループ 受賞。
- 2000年 オンダス賞、新人アーティスト、最優秀ビデオ 受賞。

## ディスコグラフィ
- 1999年 Estopa
- 2001年 Destrangis
- 2002年 Más Destrangis (Reedición)
- 2004年 ¿La calle es tuya?
- 2005年 Voces de Ultrarumba
- 2008年 Allenrok